# Фабіо Фоніні
Фабіо Фоніні (італ. Fabio Fognini, італійська вимова: [ˈfaːbjo foɲˈɲiːni];, 24 травня 1987) - італійський тенісист. 
Фабіо Фоніні почав займатися тенісом у 4 роки, й став професіоналом в сімнадцять, у 2004.   
21 квітня 2019 року тенісист здобуває перемогу на турнірі серії Мастерс у Монте-Карло. У фіналі Фабіо Фоніні  переміг серба Душана Лайовича - 6-3, 6-4.  
Його найбільшим успіхом станом на червень 2020 є перемога у Відкритому чемпіонату Австралії 2015 року у парному розряді разом з Сімоне Болеллі.  
За стилем Фоньїні захисний гравець. Його улюблена поверхня - паризький ґрунт. Він вміє грати тонко, використовуючи делікатні дропшоти, непогано почуває себе на сітці. Він відомий також нерівним темпераментом — іноді втрачає голову, а іноді відважно бореться до кінця. Фоньїні здобув для себе культовий статус серед уболівальників також своєрідною інтерпретацією деяких правил, зокрема правила заступу при подачі.
Фоньїні одружений з італійською тенісисткою, чемпіонкою US Open 2015 Флавією Пеннеттою. У травні 2017-го у пари народився син.